# Test tužkou
Test tužkou byl rasistický způsob, jak zjistit, zda má člověk vlasy s texturou typickou pro Afričany. Do vlasů osoby se zastrčila tužka, a to, jak snadno vyklouzla ven, určilo, zda daný člověk testem „prošel“ nebo „neprošel“.
Test byl používán k odlišení bílých od barevných a černých v Jižní Africe od roku 1948, během éry apartheidu. Opatření rozdělovalo do rasových podskupin komunity i rodiny. Rozdílná pravidla platila pro bílé, černé a barevné. Používání tohoto testu skončilo s koncem apartheidu v roce 1994. Tužky jsou tak nyní důležitou součástí jihoafrického kulturního dědictví a symbolem rasismu.